# Михайловский Пелагеевский монастырь

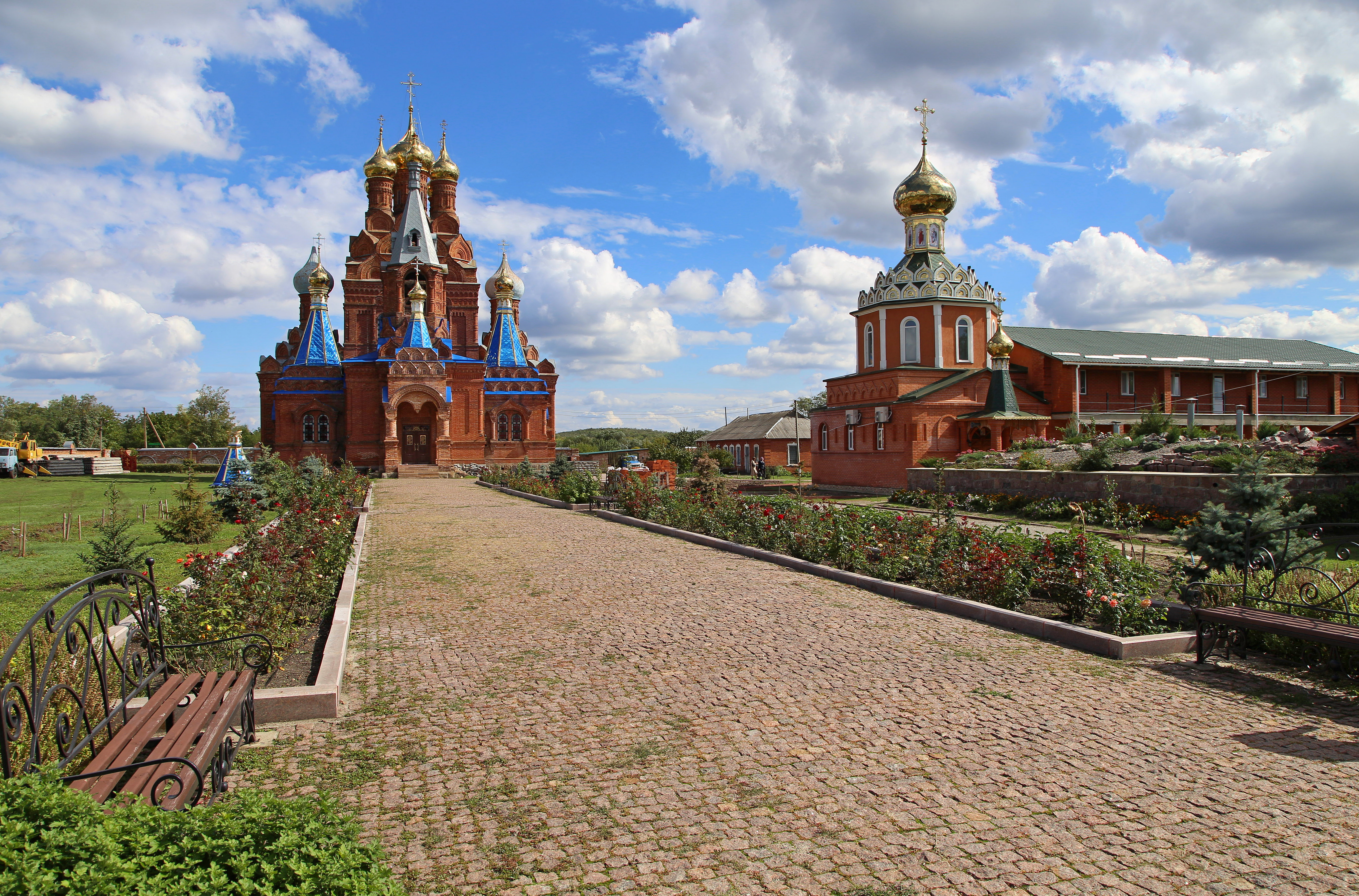
Свято-Михайловский Пелагеевский монастырь, главный храм и зимний (справа)

Миха́йловский Пелаге́евский монасты́рь — православный женский монастырь Николаевской епархии Украинской православной церкви (Московского патриархата), расположенный в селе Пелагеевке Новобугского района Николаевской области Украины. Настоятельница — игумения Серафима (Шкара).
Включает Свято-Михайловский храм. В храме три придела: святого Архистратига Михаила, преподобной Пелагеи и мученика Андрея Стратилата.

## История
В 1897 году коллежский советник Михаил Дурилин и корнет, инженер-технолог Андрей Дурилин, сыновья купца Исидора Дурилина, следуя духовному завещанию отца, решили построить храм в память о своей матери Пелагее, рано ушедшей из жизни. В 1904 году храм был освящён.
До революции при храме действовала приходская школа.
В советский период церковная утварь была разграблена, алтарь и царские врата, выполненные из фарфора и фаянса — разбиты. фасад почти не пострадал по причине удаленности от цивилизации.
В 1932 году настоятель церкви отслужил здесь последнюю службу. В 1930-е годы имущество было разграблено, из фамильного склепа Дурилиных выброшены гробы с телами, сняты 11 из 12 зеркальных крестов, вывезена ажурная металлическая ограда.
Во время Великой Отечественной войны в здание попал снаряд, однако большого вреда не принёс.
В 1994 году храм был восстановлен. В том же году здесь был основан женский монастырь.
Первые насельницы появились в 1996 г., сейчас их число достигает 20.
В 2001 году, на страстной седмице начала обновляться икона Спасителя «Живоносный источник». Икона XVI столетия с изображением страданий Иисуса Христа, поврежденная временем, начала проявлять раньше не видимые для человеческого глаза детали рисунка.
В хозяйстве имеется 90 га земли, сад, огород, пасека, коровы, лошадь, куры, гуси. Проводится летний лагерь для воспитанников воскресных школ.

## Праздники
- 21 октября — престольный праздник святой преподобной Пелагеи.
- 1 сентября — храмовый праздник памяти Андрея Стратилата.
- 21 ноября — день памяти святого архистратига Михаила.